# Vidnavské mokřiny
Vidnavské mokřiny je přírodní rezervace zhruba 1,5 km severovýchodně od města Vidnava v okrese Jeseník. Oblast spravuje Agentura ochrany přírody a krajiny ČR. Důvodem ochrany je zachování ohrožených a mokřadních rostlinných společenstev a na ně vázaných živočichů.